# Milichia nitida
Milichia nitida är en tvåvingeart som beskrevs av Becker 1907. Milichia nitida ingår i släktet Milichia och familjen sprickflugor.
Artens utbredningsområde är Kanarieöarna. Inga underarter finns listade i Catalogue of Life.